# إرنست بالمر
إرنست بالمر (بالإنجليزية: Ernest Jesse Palmer)‏ (و. 1875 – 1962 م) هو عالم نبات، وعالم تصنيف، من الولايات المتحدة الأمريكية، ولد في لستر، توفي عن عمر يناهز 87 عاماً.